# Umberto Guidoni
Umberto Guidoni (født 18. august 1954 i Rom, Italien) er en italiensk politiker og tidligere astronaut. Han er veteran i to af NASAs rumfærgemissioner. Han var medlem af Europa-Parlamentet i perioden 2004-2009. 
Han fik en doktorgrad i astrofysik fra University of Rome La Sapienza i 1978 og arbejdede i det italienske rumagentur (ASI) samt i Den Europæiske Rumorganisation (ESA). 
I 2001 besøgte han Den Internationale Rumstation som den første europæer. Han trak sig tilbage som aktiv astronaut i juni 2004. I juni samme år blev han valgt ind i Europa-Parlamentet.